# Farah (Prince of Persia)
Farah è un personaggio immaginario visto nella serie di videogiochi Prince of Persia, in particolare negli episodi Prince of Persia: Le sabbie del tempo e Prince of Persia: I due troni.

## Biografia

### Prima del Principe
Poco ci è dato di sapere di Farah prima del suo incontro col Principe di Persia, narrato nel primo capitolo della trilogia. Figlia minore di un potente Maharajah indiano ed ha un fratello maggiore di nome Kalim, Farah è stata educata alla sapienza e al rispetto delle altre persone. Le sono stati inoltre tramandati un antico arco e un medaglione d'argento che si dice provengano dalla misteriosa Isola del Tempo, la stessa da cui provengono il Pugnale del Tempo e la magica Clessidra.

### Prince of Persia: Le sabbie del tempo
Quando il gran Visir Zervan tradisce suo padre e il suo popolo, Farah viene fatta prigioniera e suo malgrado condotta ad Azad da Shahraman re di Persia e suo figlio, il Principe. Qui assiste impotente all'apertura della Clessidra da parte di quest'ultimo, che causa lo sprigionamento delle Sabbie del Tempo.
Nonostante abbia tutte le ragioni per odiare il Principe, è costretta ad allearsi a lui, che possiede il Pugnale del Tempo, senza il quale non potrà mai richiudere la Clessidra.
Tra i due nasce un profondo sentimento, ma quando il Visir li fa precipitare in un pozzo, lei prende l'iniziativa mentre il Principe sta dormendo e, rubato il Pugnale, tenta di compiere da sola la missione. Ma non ci riesce, e finisce per soccombere ai potenti generali di sabbia cadendo da un'altissima torre.
Tuttavia il Principe riuscirà a portare indietro il tempo a prima della liberazione delle sabbie e addirittura prima del tradimento del Visir, che poi ucciderà. Lei non serberà nessun ricordo dell'avventura ad Azad, né l'amore che la legava al Principe; tuttavia, in pegno del suo aiuto contro Zervan gli donerà il magico medaglione.

### Prince of Persia: I due troni
In seguito al successo del Principe nell'impedire la creazione delle Sabbie, il corso del tempo viene così alterato che Farah e il Principe non si sono mai incontrati; tuttavia, quando il Visir prende il comando delle truppe contro Babilonia, Farah viene portata via contro la sua volontà, e lì reincontra, o meglio incontra, il Principe. Nonostante non possa ricordare quello che è successo, anche stavolta lui e lei collaboreranno per annientare il Visir. In questo episodio l'aspetto fisico di Farah è notevolmente cambiato rispetto al primo videogioco, tanto da farla sembrare un'altra persona. Il Principe e Farah attraversano l'intera Babilonia per arrivare al palazzo reale dove qui Farah scopre della trasformazione del principe in "Principe Oscuro" e in un primo momento ella lo considera una minaccia come le altre creature ma alla fine si rende conto che lui è diverso perché ha mantenuto la sua coscienza. Ella verrà poi rapita da Zervan e assisterà alla sconfitta del visir per mano del Principe. Quando quest'ultimo cade in coma combattendo nel suo subconscio contro il Principe Oscuro, Farah con la sua voce gli fa trovare la strada giusta facendolo risvegliare completamente. Sconfitto il visir e il Principe Oscuro, il Principe racconta a Farah tutta la sua storia.

## Oggetti Magici
Farah possiede due oggetti magici che, al pari del Pugnale del Tempo sono in grado di interagire con le Sabbie del Tempo: essi sono l'arco e il medaglione magico.
Entrambi le permettono di risultare immune all'infezione causata dalle Sabbie; l'arco, che lei usa con grande maestria, le consente di infliggere ingenti danni alle creature di Sabbia.
Il medaglione all'apparenza non ha poteri; in realtà, come il Principe scoprirà, possiede dei poteri del tutto simili a quelli del Pugnale, una volta attivato da un Portale dell'Isola del Tempo.

## Citazioni
In Prince of Persia, il protagonista dichiara di essere all'inseguimento di un'asina carica d'oro che ha smarrito durante una tempesta di sabbia; tale asina è chiamata Farah, come evidente citazione del personaggio della serie delle Sabbie del Tempo.